# Констебл, Джон
Джон Ко́нстебл (англ. John Constable [ˈkʌnstəbəl, ˈkɒn-; 11 июня 1776, Ист-Бергхоулт, Суффолк — 31 марта 1837, Лондон) — английский живописец, представитель романтизма. Наибольшую известность ему принесли пейзажи, в частности с видами окрестностей Суффолка, восточная Англия, откуда художник был родом. Сын художника: Лайонел Констебл (1828—1887), ещё три сына и три дочери также стали художниками.

## Биография

Вид на собор в Солсбери из епископского сада. 1823. Холст, масло. Музей Виктории и Альберта, Лондон

### Ранние годы
Джон Констебл родился в небольшой деревушке Ист-Бергхоулт на берегу реки Стаур (англ. river Stour), в семье зажиточного мельника Голдинга и Энн Констебл (отцовская мельница несколько раз появляется на картинах художника). Голдинг Констебл также владел небольшим кораблём «Телеграф», который он пришвартовывал в Мистли близ устья реки Стаур и использовал для перевозки зерна в Лондон. Отец художника был двоюродным братом лондонского торговца чаем Абрама Ньюмана. Джон был вторым сыном в семье, но по причине нездоровья его старшего брата основные надежды семьи возлагались именно на Джона. Своё образование художник начал в интернате Лавенхема, а позднее был переведён в дневную школу в Дедхэме. После окончания школы Джон работал на мельнице, но через некоторое время заботы о семейном деле взял на себя младший брат Голдинга, Абрам. В юности Констебл много путешествовал по окрестностям, где делал зарисовки и живописные этюды. По словам самого художника, эти сценки «сделали его художником, за что он очень благодарен».
Джон Констебл отмечал: «Шум воды на мельничной плотине, ивы, старые сгнившие доски, столбы, покрытые зелёной слизью, кирпичная кладка — мне нравилось всё это» (The sound of water escaping from mill dams etc., willows old rotten planks, slimy posts, and brickwork, I love such things). Большое влияние на дальнейшую судьбу художника оказало знакомство с коллекционером Джорджем Бомоном (англ. George Beaumont, 1753—1827), который показал Констеблу жемчужину своей коллекции — картину Клода Лоррена «Пейзаж с Агарью и Ангелом» (1646). Позднее Констебл познакомился с рисовальщиком и гравёром Джоном Томасом Смитом (1766—1833), который дал Констеблу несколько советов по живописи, но также уговаривал не посвящать свою жизнь искусству, а заняться семейным делом на мельнице.
В 1799 году Констебл принял важное решение просить разрешения отца позволить ему посвятить себя живописи. На удивление, он не встретил возражений на свою просьбу и даже получил от отца некоторую сумму денег. В этом же году Констебл поступил в Королевскую Академию художеств в Лондоне, но основную учёбу прошёл, самостоятельно работая на натуре. В этот период на него повлияли работы Томаса Гейнсборо, Клода Лоррена, Якоба ван Рёйсдала, Питера Пауля Рубенса, Аннибале Карраччи. В то же время Констебл был поклонником поэзии, что позднее привнесло в его творчество особую лиричность и выразительность.
Уже к 1803 году Констебл получил право выставлять свои произведения в Королевской академии художеств. Тем не менее в 1802 году Констебл оставил должность учителя рисования, которую он занимал в школе «Great Marlow Military College». Этот его шаг Бенджамин Уэст, в то время занимавший пост президента Королевской академии художеств, счёл концом карьеры художника. Однако именно в этом году Констебл впервые выставил свои работы. В письме к другу, Джону Данторну, Констебл выразил решимость стать профессиональным художником-пейзажистом:

В течение последних двух лет я гонялся за картинами в поисках истины из третьих рук. Я не пытался воспроизводить природу с тем же величием ума, с которым начинал, я скорее старался сделать свои работы похожими на чужие… Здесь достаточно места для пейзажистов. Главным недостатком наших дней является безупречное исполнение, попытка сделать что-то, выходящее за рамки истинности

### Зрелые годы
По стилю ранние работы Констебла мало отличаются от произведений его зрелого периода: тот же свет, цвета и мазки, которые во многом выдавали влияние на его творчество так называемых «люминистов», особенно Клода Лоррена . Темы картин Констебла были взяты им из жизни и представляли собой бытовые сценки, что для его времени было необычно, поскольку в моде были романтические сюжеты с «дикими лесными пейзажами и античными руинами».
В 1803 году Констебл провёл целый месяц на борту судна Ост-Индской компании «Coutts», на котором он посетил несколько юго-восточных портов, а в 1806 году предпринял двухмесячное путешествие в Озёрный край.
Своему другу, а позднее биографу Чарлзу Лесли (англ. Charles Robert Leslie, 1794—1859), Констебл говорил, что уединённость гор действует на него угнетающе; Лесли потом писал:

 Он по природе был очень светским человеком и не мог в полной мере наслаждаться видами, какими бы величественными они не были, если они были лишены социально-бытовых сюжетов. Ему были нужны деревеньки, церквушки, фермы и коттеджи

Портрет Марии Бикнелл, жены художника. 1816. Холст, масло. Британская галерея Тейт, Лондон

Чтобы сводить концы с концами, Констебл начал писать портреты; это занятие он считал скучным, хотя и создал несколько прекрасных работ. Среди его произведений встречались картины с религиозными сюжетами, однако по мнению Джона Уолкера «Констебл как религиозный живописец не состоялся».
У Констебла установилась привычка проводить зиму в Лондоне, а летом возвращаться в родной Ист Бергхоулт и писать этюды с натуры. В 1811 году Констэбль гостил у Джона Фишера (англ. John Fisher) в Солсбери, кафедральный собор и его окрестности вдохновили Констебла на создание многих замечательных картин.
Примерно с 1809 года детская дружба художника с Марией Бикнелл (англ. Maria Bicknell) перерастала в глубокую взаимную любовь. В 1816 году против помолвки Джона и Марии резко выступает дед Марии, который считал, что художник занимает слишком низкое положение в обществе, и пригрозил Марии лишением наследства. Отец Марии, Чарлз Бикнелл, юрист, не желал видеть, как дочь разбазаривает наследство, но сама Мария отмечала, что безденежный брак лишит Джона возможности сделать карьеру художника. Родители Констебла не противились браку, но и не выразили намерений поддержать его, пока Джон не обретёт финансовую самостоятельность. Они, однако, умерли вскоре после этого, а Констебл унаследовал пятую часть семейного наследства.

### Брак и последние годы
Джон и Мария поженились в октябре 1816 года. Свадьба состоялась в церкви Сент-Мартин-ин-зе-Филдс в Лондоне. Медовый месяц они провели на южном побережье, а морские пейзажи Уэймута и Брайтона вдохновили Констебла на развитие собственной живописной техники и манеры: использование яркого цвета и динамичного мазка.

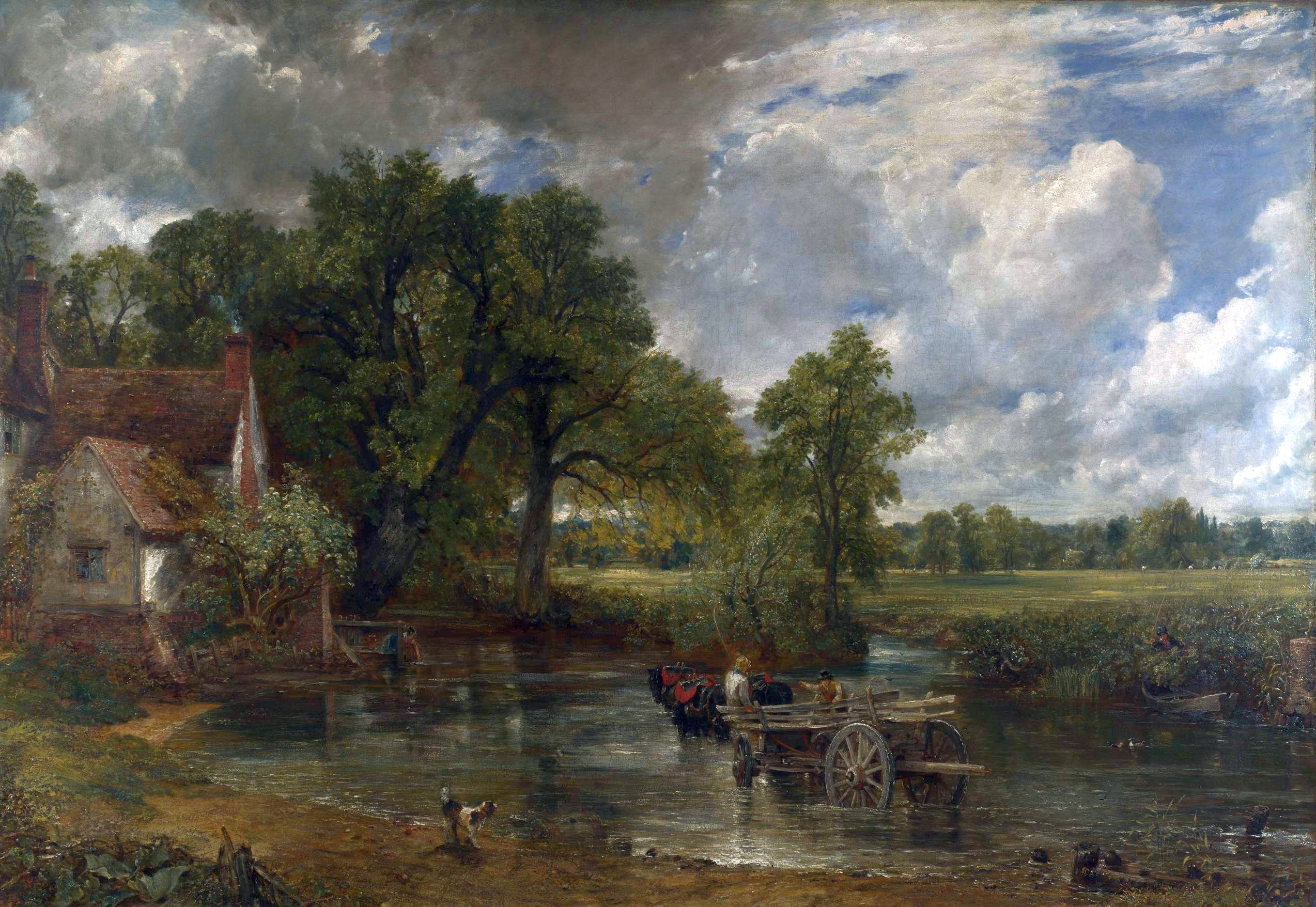
Телега для сена. 1821. Холст, масло. Национальная галерея, Лондон

Свою первую картину, «Белая лошадь» (The White Horse), художник продал лишь в 1819 году. Она ознаменовала серию работ, которые из-за размера Констебл называл «шестифутовиками».

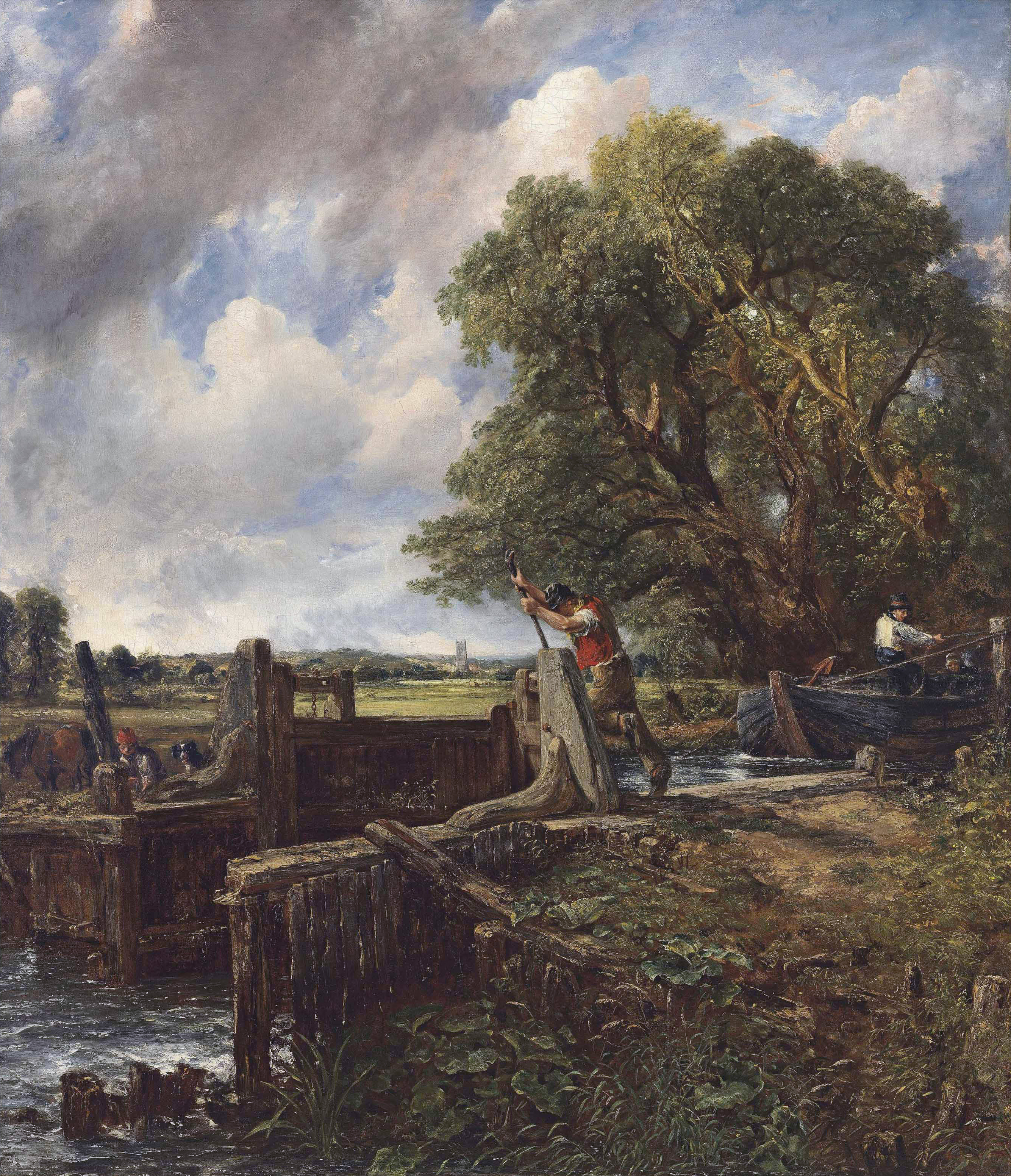
Плотина. 1824. Холст, масло. Музей Тиссена-Борнемисы, Мадрид

В 1821 году на выставке Академии он представил картину «Пейзаж: полдень» (позднее известная как «Телега для сена»). В то время в Лондоне гостил французский художник Теодор Жерико. Ему понравилась картина Констебла, и он пригласил художника в Париж. Один из торговцев, Джон Эрроусмит (John Arrowsmith), приобрёл четыре работы, в том числе и «Телегу для сена», которая была выставлена в Парижском салоне 1824 года и художник получил за неё золотую медаль.

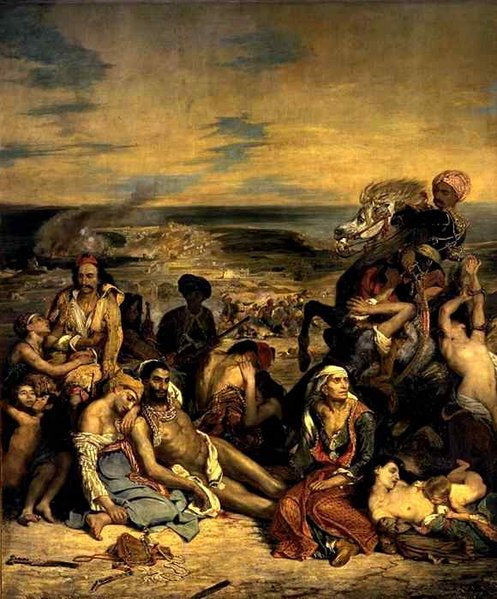
Эжен Делакруа. Резня на Хиосе. 1824. Лувр, Париж. Фон картины был переписан автором под впечатлением от цветовых решений Констебла

О художественной технике Констебла Эжен Делакруа записал в своём дневнике: «Констебл говорит, что превосходство зелени его лугов объясняется тем, что этот зелёный цвет представляет собой сложное сочетание множества различных оттенков зелёного. Недостаточная яркость и живость зелени у большинства пейзажистов происходит именно оттого, что они обычно передают её одним цветом. То, что он говорит о зелёном цвете для лугов, применимо и ко всякому другому тону».
Под впечатлением от работ Констебла, выставленных в галерее Эрроусмита, Делакруа переписал фон своей знаменитой картины «Резня на Хиосе». Цветовые решения Констебла, по признанию самого Делакруа, помогли ему многое изменить в отношении к живописи.
За свою жизнь Констебл продал лишь двенадцать своих работ в Англии, тогда как во Франции за несколько лет продал почти двадцать картин. Несмотря на это, он отказался от предложения поездок по другим странам, предлагая свои произведения. Своему другу Фрэнсису Дарби он писал: «Уж лучше я буду бедным [в Англии], чем богатым, но за границей».
После рождения седьмого ребёнка в январе 1828 года Мария тяжело заболела и умерла в ноябре того же года от туберкулёза в возрасте сорока одного года. Констебл тяжело переживал её смерть, в письме своему брату он писал: «Ежеминутно ощущаю я потерю моего усопшего Ангела. Одному Богу известно, как теперь будут расти мои дети… Весь мир рухнул для меня».
Всю оставшуюся жизнь после смерти Марии он носил траур, и, как утверждал Лесли «предавался меланхолии и тревожным размышлениям». Он самостоятельно заботился о всех семерых своих детях до конца жизни.
Незадолго до её собственной смерти скончался отец Мари, оставив ей £20 000. Этими деньгами Констебл распорядился неудачно: начал делать гравюры со своих картин, подготавливая их к печати в альбоме «Английский пейзаж». Он работал вместе с гравёром Дэвидом Лукасом, который выполнил более сорока воспроизведений его пейзажей в офорте, один из которых прошёл более 13-ти корректур, был доработан самим Констеблом и раскрашен. Констеблу нравилась эта идея, он так отзывался об этом: «Лукас представил меня миру без единой неточности». Предприятие, однако, финансового успеха не имело.
В феврале 1829 года Констебля избрали членом Королевской академии художеств, а в 1831 году он был назначен Инспектором Академии, где снискал большую популярность среди студентов.
Констебл стал читать лекции по истории пейзажной живописи. Эти лекции были популярны у широкой публики. На одной из таких лекций в Королевском институте он сформулировал три правила этого жанра живописи: во-первых, пейзажная живопись столь же технична, сколь и поэтична; во-вторых, воображение не может в одиночку породить художественное мастерство, которое выдержало бы сравнение с действительностью; и в-третьих, ни один из великих художников не был самоучкой.
Позднее он открыто критиковал новое движение в искусстве — "Готическое возрождение", которое он считал простой имитацией устаревшего архитектурного стиля.
В 1835 году Констебл прочитал свою последнюю лекцию студентам Королевской академии, в которой он восхвалял Рафаэля, а Академию назвал «колыбелью Британского искусства».
Он умер 31 марта, по всей видимости от диспепсии. Джона Констебла похоронили рядом с его любимой женой на городском кладбище Хампстеда.

## Творчество
«Землёй Констебла» стала долина реки Дедам в Суффолке. Он родился в той же местности, где на полстолетия ранее родился выдающийся английский пейзажист Томас Гейнсборо. Лучшие работы Констебла, включая знаменитые «Собор в Солсбери», «Белая лошадь», «Плотина в Дедаме», «Телега для сена», связаны с этими местами и созданы в десятилетие зрелого творчества между 1815 и 1825 годами. В 1819 году Констебл побывал в Венеции и Риме.
Картины Констебла прославили местность близ его дома — Дедхэм Вэйл (англ. Dedham Vale) — которую с тех пор называют «Краем Констебла» (Constable Country). В своём письме другу Джону Фишеру в 1821 году художник писал: «Более остального я должен писать родные места. Живопись — не что иное, как выражение чувств».
Среди наиболее известных его работ «Долина Дедхема» (1802) и «Телега для сена» (1821). В настоящее время работы Констебла высоко ценятся у коллекционеров, однако при жизни художник не добился финансового успеха. Членом Королевской академии художеств он стал только в пятьдесят два года. Констеблу удалось продать больше своих картин во Франции, нежели на родине в Англии.
В своём понимании искусства Констебл расходился с установками, сложившимися в академических кругах, о том, что необходимо отдавать предпочтение воображению, а не самой природе. Сам художник признавался в письме к Лесли: «Когда я сажусь писать этюд с натуры, первое, что я делаю, стараюсь забыть все те картины, которые я видел ранее» (When I sit down to make a sketch from nature, the first thing I try to do is to forget that I have ever seen a picture).
Констебл писал картины всю жизнь. Он никогда не воспринимал свои картины как завершённые и постоянно их переделывал. Констебл никогда не довольствовался какой-либо формулой. «Мир безграничен, — писал он, — нет двух одинаковых дней, даже один час не похож на другой. С момента создания целого мира не было двух одинаковых листьев на деревьях, поэтому подлинное произведение искусства, как и всё в природе, неповторимо» (The world is wide, no two days are alike, nor even two hours; neither were there ever two leaves of a tree alike since the creation of all the world; and the genuine productions of art, like those of nature, are all distinct from each other).
Перед тем как полностью завершить работу, Констебл создавал большое количество предварительных натурных набросков и живописных этюдов, для того чтобы добиться наиболее подходящего композиционного решения. Эти этюды, с их свободным и энергичным мазком, были революционными в то время и представляли интерес для художников, но не широкой публики. Примечательно, что в эскизах к картинам «Прыгающая лошадь» и «Телега для сена» присутствует энергия и экспрессия, которых нет в завершённых вариантах. Вероятно, именно этюды маслом, более чем другое наследие творчества Констебла, раскрывают в нём художника, который показал, что пейзажная живопись может развиваться в новом направлении.
Работы, созданные Констеблом в технике акварели, также опережали своё время. Одной из важных акварелей считается «Стоунхендж» (1835), с её почти мистической атмосферой в свете двойной радуги. Эта акварель была выставлена в 1836 году с небольшим авторским комментарием к заголовку: «Таинственный памятник Стоунхендж, возвышающийся над голой, безграничной пустошью; памятник, которого мало коснулись события как прошлого, так и настоящего; памятник, который перенесёт вас через все исторические события в неизвестный, загадочный период» (The mysterious monument of Stonehenge, standing remote on a bare and boundless heath, as much unconnected with the events of past ages as it is with the uses of the present, carries you back beyond all historical records into the obscurity of a totally unknown period).
Наряду с натурными эскизами, Констебл, как и Томас Гёртин, Александр Козенс, оставил большое количество зарисовок, которые были сделаны во время продолжительных наблюдений за игрой облаков, создающих неповторимые картины.
При этом Констебл приближался к почти научному изучению погодных условий. Точное изображение физических состояний атмосферы можно проследить и в уже законченных картинах, например, в картине «Цепной пирс» (1827). Реалистичность изображаемого поражала критиков, которые замечали: «Картина настолько точно передаёт атмосферу повышенной влажности, что хочется раскрыть зонт» (The atmosphere possesses a characteristic humidity about it, that almost imparts the wish for an umbrella).
Сами эскизы стали первым опытом масляной живописи, созданной непосредственно на открытом воздухе — пленэре. Чтобы передать эффекты света и движения, Констебл использовал технику мелких дробных мазков, которые он наносил на более светлые участки картины едва заметным касанием, создавая впечатление мерцающего света, обволакивающего весь пейзаж. Одна из самых выразительных и мощных по силе воздействия картин Констебла — «Изучение морского пейзажа во время дождя» (1824), написанная в Брайтоне. С помощью отрывистых мазков тёмного цвета Констеблу удалось передать момент неожиданности ливня над морем. Внимание художника также привлекали световые эффекты, возникающие при появлении радуги, что мы можем наблюдать в картинах «Собор в Солсбери, вид с лугов» (1831) и "Дом в Ист-Бергхоулте (1833).
Во время изучения различных состояний облаков, на оборотной стороне этюда Констебл обычно оставлял небольшие записи, отмечая погодные условия, направление света, время дня, полагая, что именно небо является «ключевой составляющей» пейзажной живописи, так как «оно создаёт определённое настроение и является источником различных чувств человека» (the key note, the standard of scale, and the chief organ of sentiment). Известно, что Констебл в своих исследованиях опирался на знания, почерпнутые в работах метеоролога Люка Ховарда, который впервые представил классификацию облаков. Комментарии, оставленные Констеблом в книге Томаса Фостера «Исследование феномена атмосферы», обнаруживают в художнике знатока метеорологической терминологии. 23 октября 1821 года Констебл писал другу Фишеру: «Я проделал серьёзную работу, изучая все состояния неба, и теперь полон решимости преодолеть все оставшиеся трудности, которых ещё много впереди» (I have done a good deal of skying. I am determined to conquer all difficulties, and that most arduous one among the rest).
В одном из писем к Лесли Констебл отмечал: «Предметы моего скромного, отвлечённого искусства могут быть обнаружены под каждой изгородью, на любой дороге, поэтому никто не считает его стоящим внимания» (My limited and abstracted art is to be found under every hedge, and in every lane, and therefore nobody thinks it worth picking up). На самом деле, Констебл даже не мог себе представить, насколько значимым окажется влияние его методов на искусство пейзажа.
Констеблу удалось развить романтические традиции английской пейзажной живописи, заложенные Томасом Гейнсборо, Томасом Гёртином, Александром Козенсом, Полом Сэндби. Но его метод и техника оказали влияние не на английских, а на французских живописцев: Жерико, Делакруа, Эдуарда Мане, Камиля Коро, художников Барбизонской школы, французского импрессионизма и даже Поля Сезанна.
После триумфальной выставки 1924 года в Париже сам Констебл писал: «Даже французов ошеломили живость и свежесть моих картин, хотя их техника раздражает многих». Делакруа специально ездил в Англию, чтобы повидать столь необычного художника. Живопись Констебла высоко оценил Стендаль, а самого автора назвали «естественным живописцем» (natural painter).
Но консервативно настроенным соотечественникам, среди которых оказался и Джон Рёскин, она представлялась «неопрятной мазнёй». Констебл первым утвердил самостоятельную ценность непосредственного этюда с натуры в противовес традиционной академической картине, целиком придуманной и написанной в мастерской, и в этом он также был предтечей французских импрессионистов. Но следует отдать должное и проницательности Рёскина: «натурализму» Констебла он предпочёл «фантазии» Тёрнера.

## Галерея

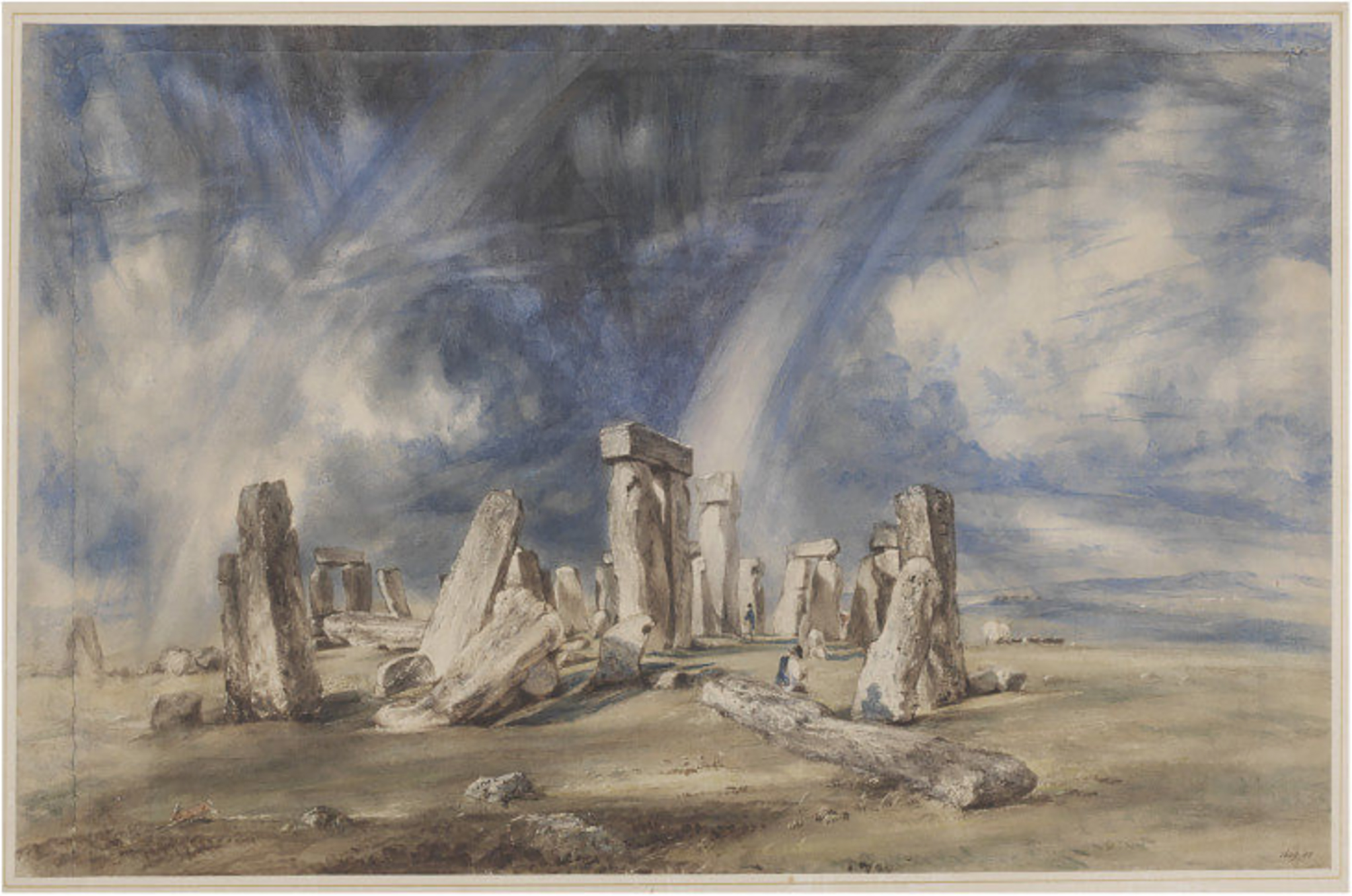
Стоунхендж. 1835. Бумага, акварель. Музей Виктории и Альберта, Лондон
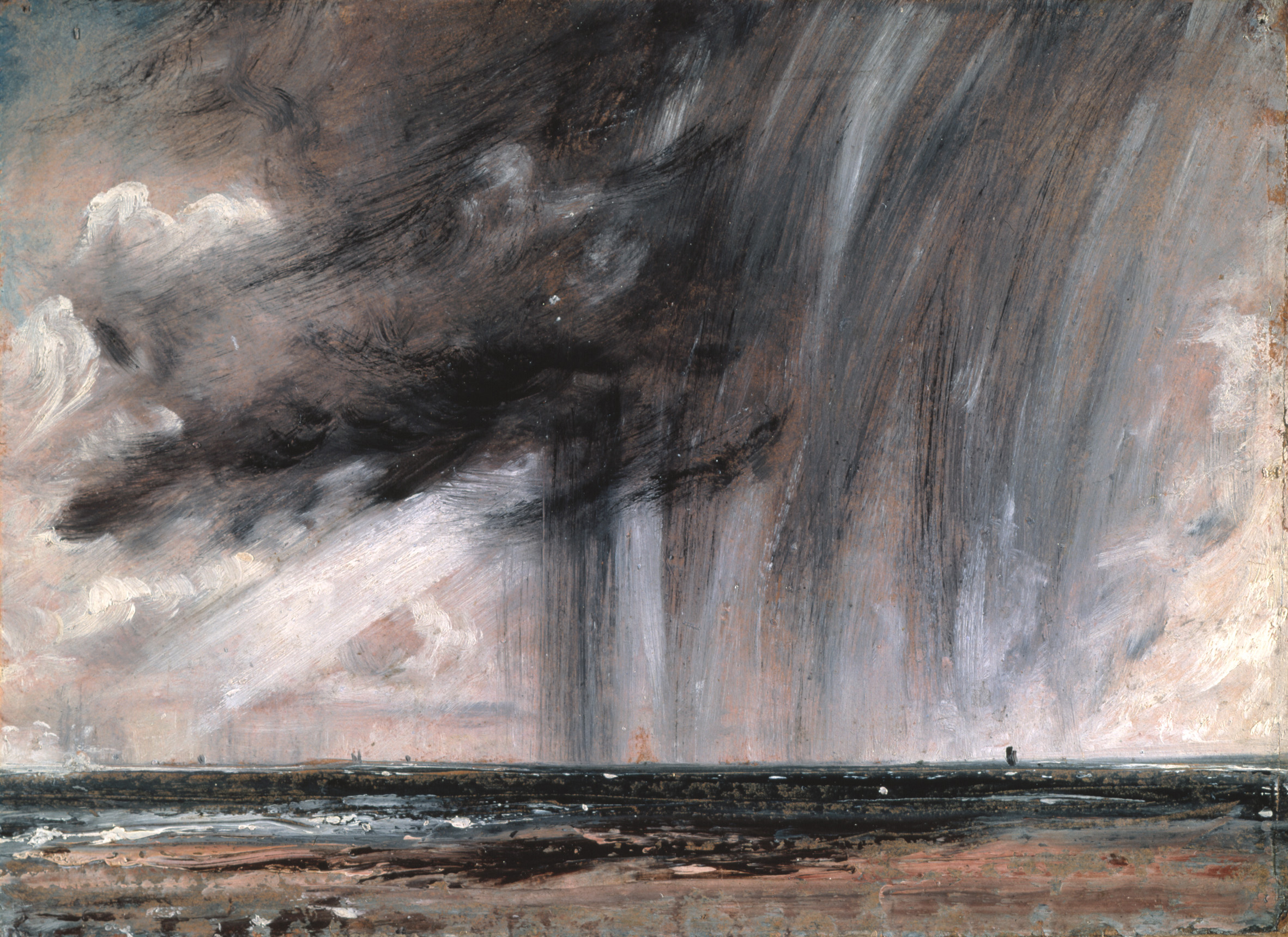
Морской пейзаж с дождевым облаком. Между 1824 и 1828. Бумага, масло. Королевская академия художеств, Лондон
Побережье Брайтона с судами. 1824. Бумага, масло. Музей Виктории и Альберта, Лондон
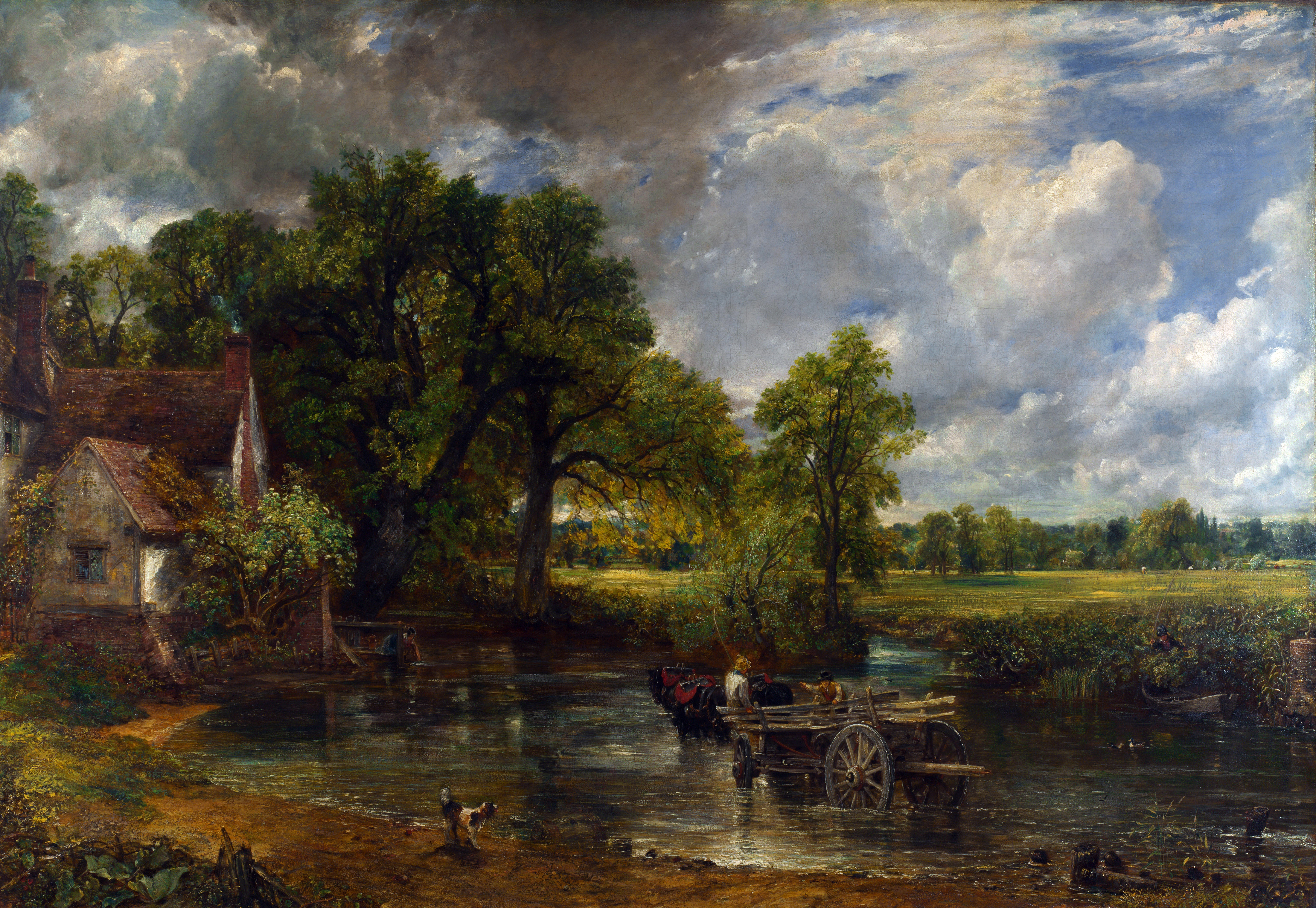
Телега с сеном. 1821. Холст, масло. Национальная галерея, Лондон
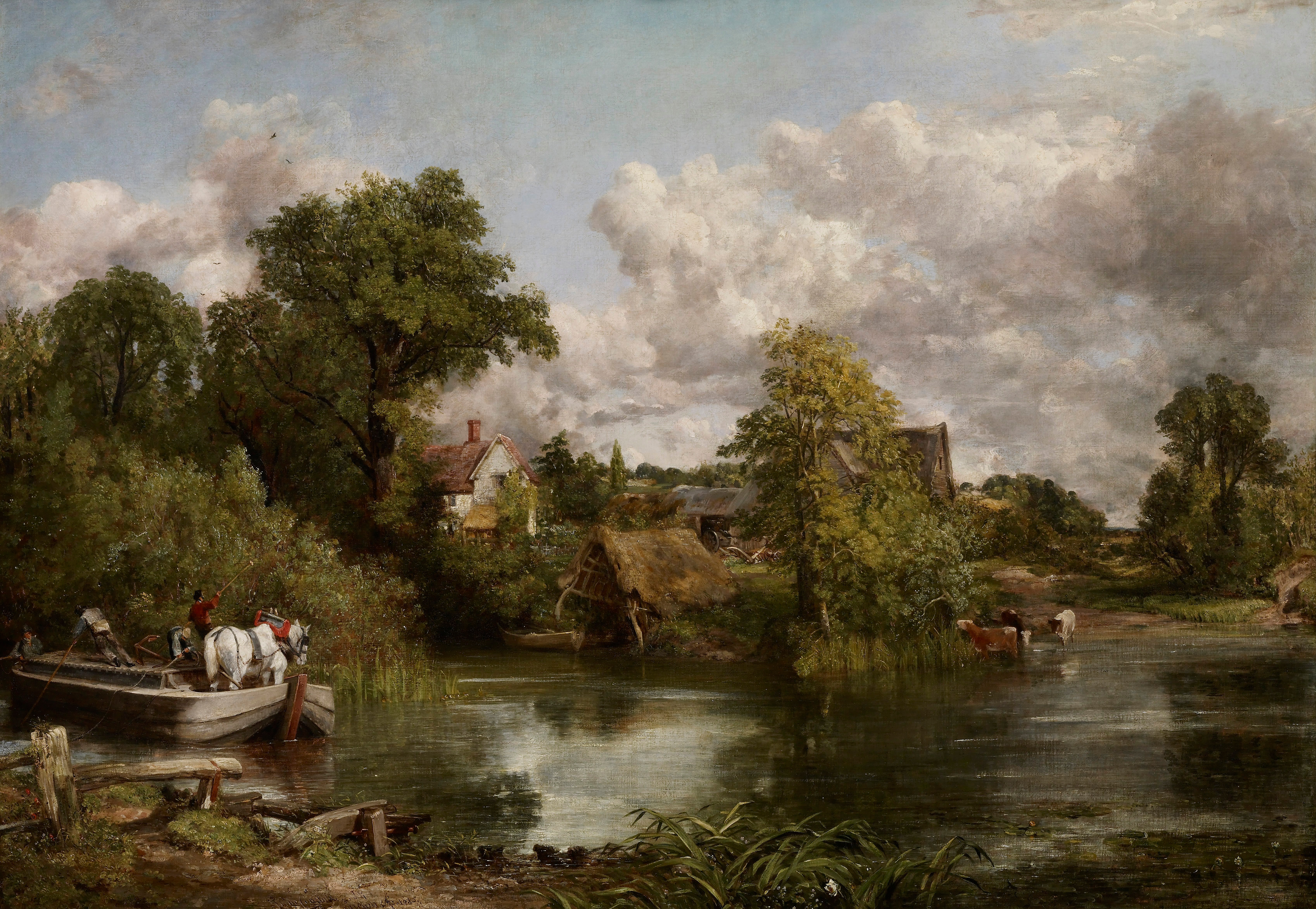
Белая лошадь. 1819. Холст, масло. Коллекция Фрика, Нью-Йорк
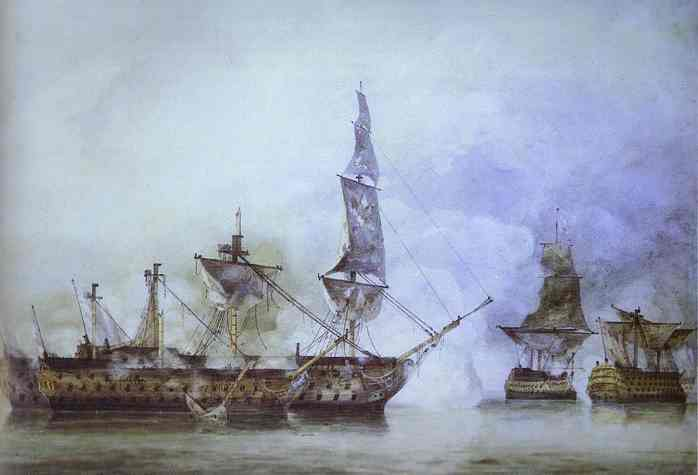
Трафальгарская битва. 1806. Бумага, акварель. Музей Виктории и Альберта, Лондон
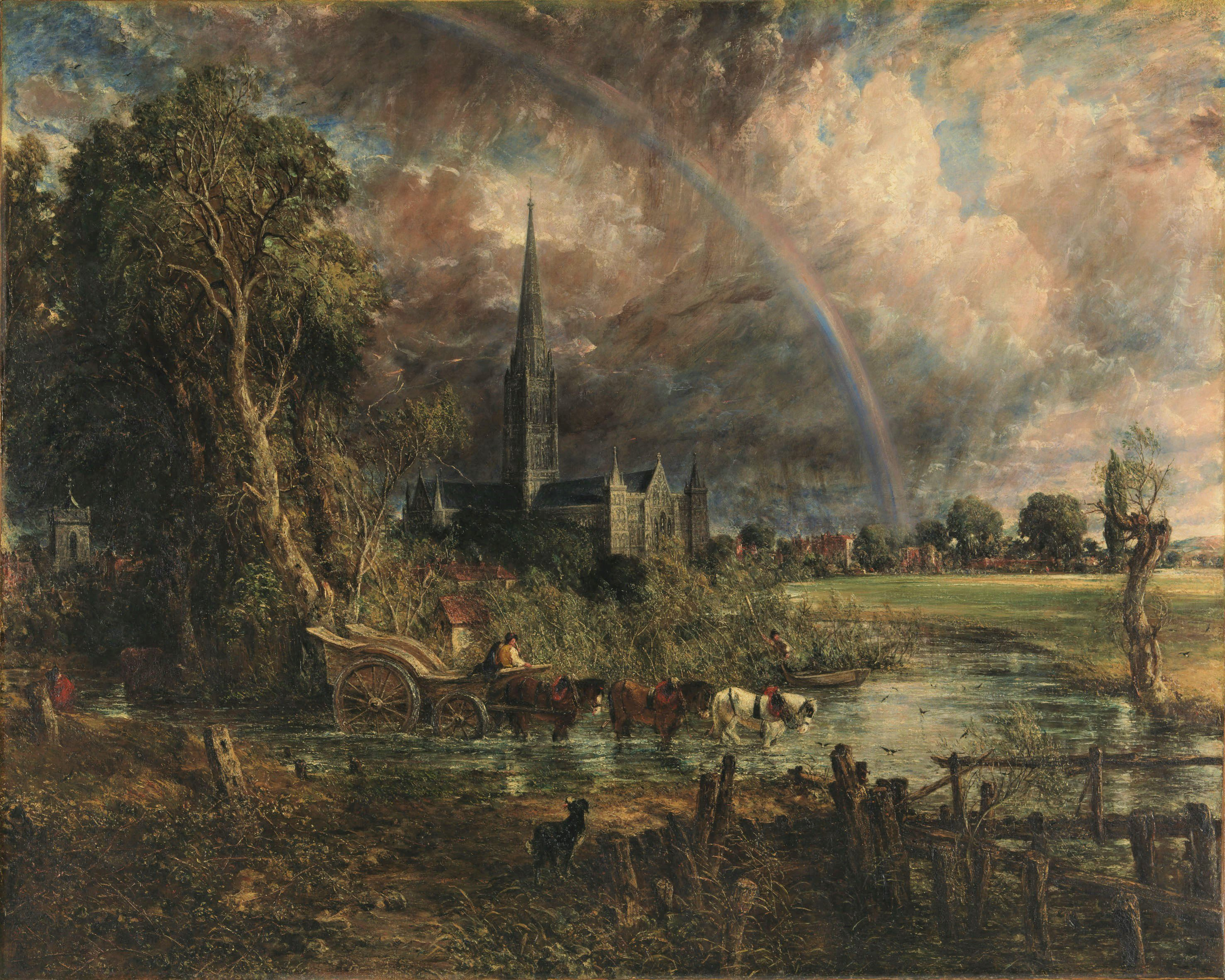
Вид на собор в Солсбери из лугов. 1831. Холст, масло. Национальная галерея, Лондон
Кукурузное поле. 1826. Холст, масло. Национальная галерея, Лондон
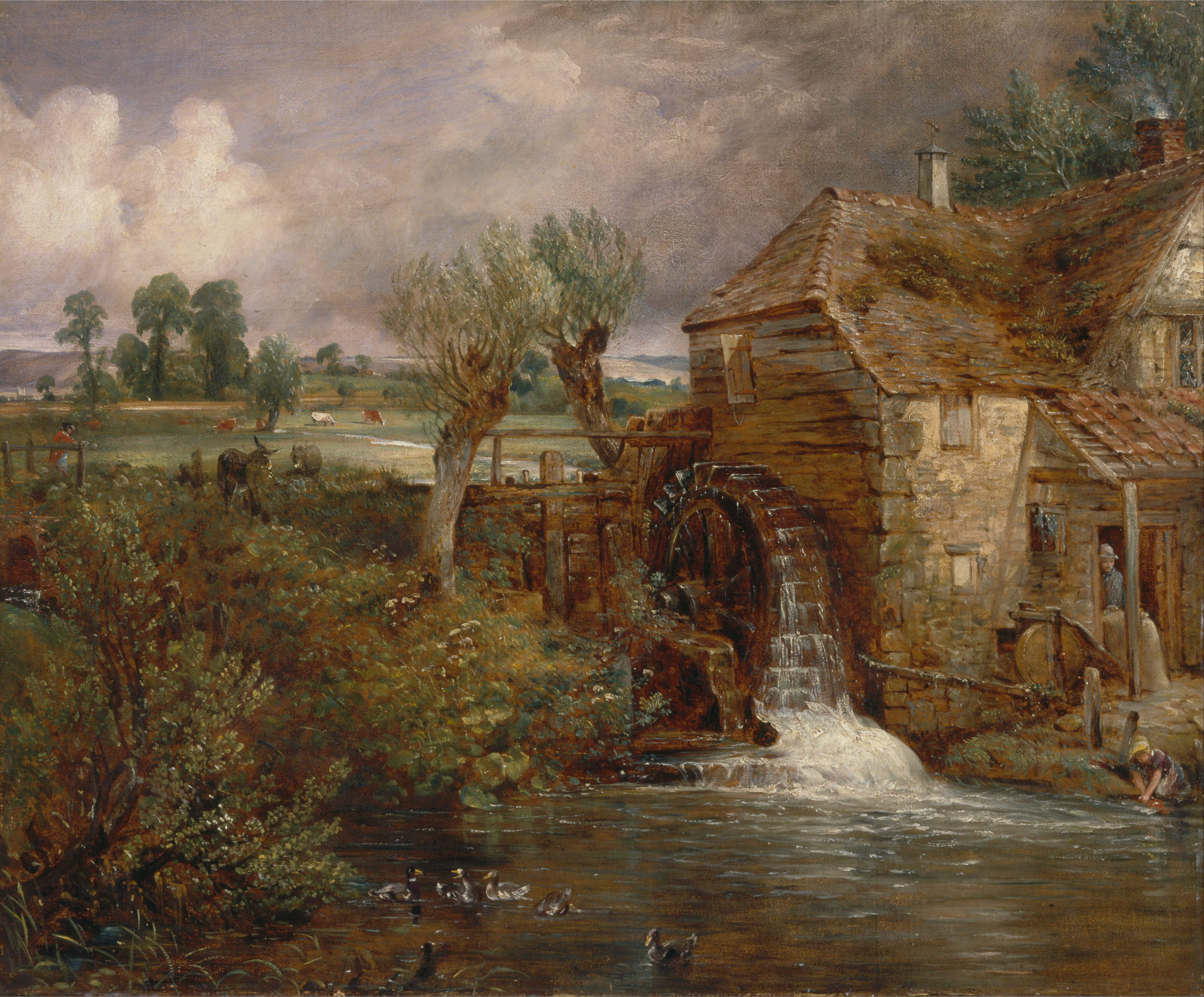
Мельница Пэрхем, Гиллингем. Ок. 1826. Холст, масло. Йельский центр британского искусства, Нью-Хейвен, Коннектикут, США
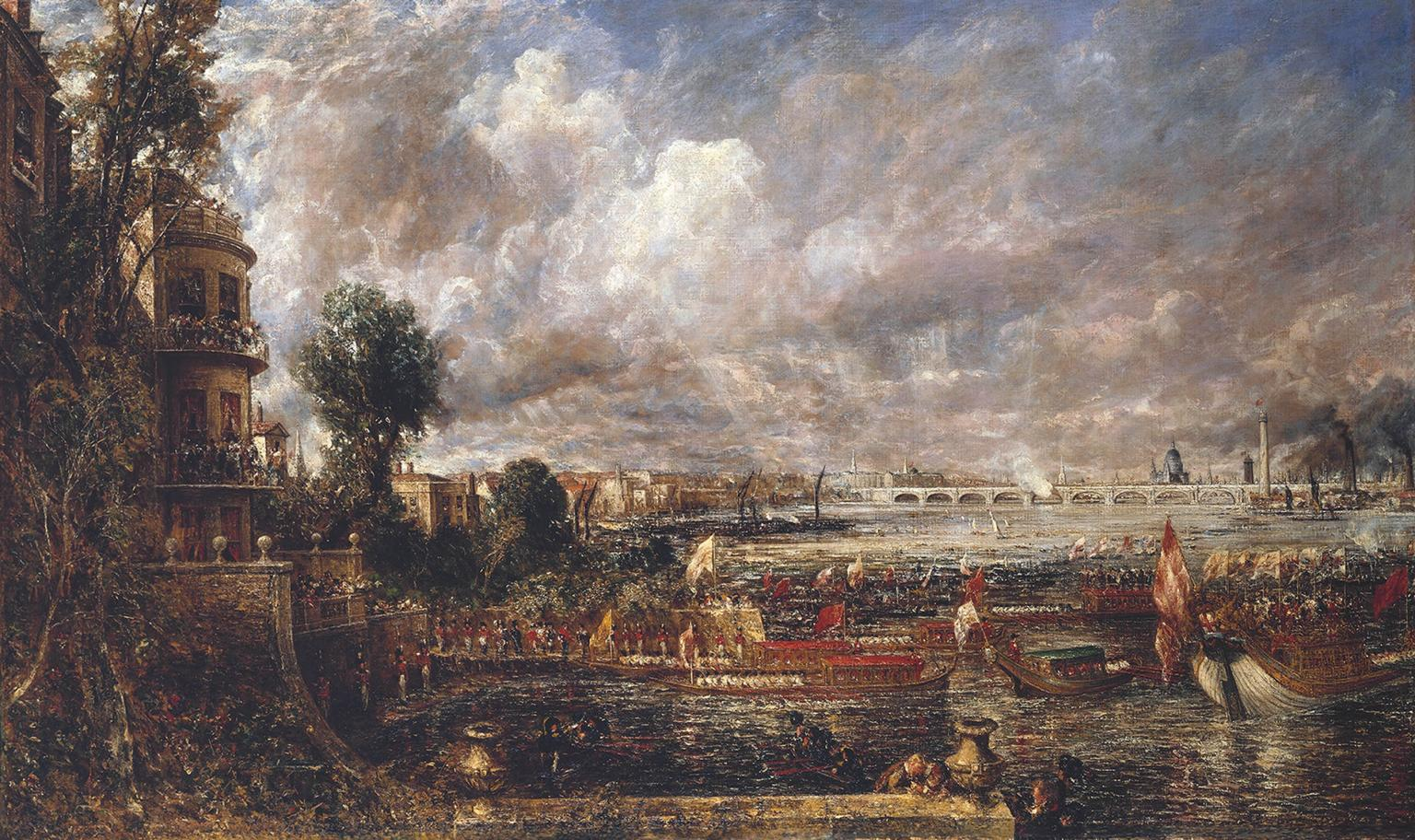
Мост Ватерлоо. Ок. 1832. Холст, масло. Британская галерея Тейт,  Лондон